# Jan Karlsson
Jan Karlsson (n. 15 noiembrie 1945, Trollhättan, Älvsborg County⁠(d), Suedia) este un luptător ce a reprezentat Suedia, medaliat olimpic. A participat la 3 ediții ale Jocurilor Olimpice (1968, 1972, 1976) în care a câștigat o medalie de argint și o medalie de bronz.